# Roxana Dumitrescu
Roxana Daniela Dumitrescu-Toader (Urziceni, 27 giugno 1967) è un'ex schermitrice rumena, specialista del fioretto, vincitrice di una medaglia di bronzo nella scherma ai Giochi olimpici.